# White House Press Corps
Le White House Press Corps est un groupe de journalistes ou de correspondants habituellement stationnés à la Maison-Blanche à Washington, qui assurent la couverture des évènements impliquant et mentionnant le président des États-Unis. Leurs bureaux sont situés dans l'aile Ouest.

## Correspondants actuels

### Télévision
- David Brody pour Christian Broadcasting Network
- Melissa Charbonneau pour Christian Broadcasting Network
- Major Garrett pour CBS News
- Julianna Goldman pour Bloomberg Television
- Margaret Talev pour Bloomberg Television
- Wendell Goler pour FOX News
- Ed Henry pour FOX News
- Brianna Keilar (en) pour CNN
- Dan Lothian pour CNN
- Jessica Yellin pour CNN
- Steve Scully pour C-SPAN
- Jonathan Karl pour ABC News
- Chuck Todd pour NBC News
- Kristen Welker (en) pour NBC News
- Peter Alexander pour NBC
- Laurence Haïm pour Canal+ et iTélé
- Philip Crowther pour Associated Press

### Presse écrite et Internet
- Mike Allen pour Politico
- Paul Brandus pour West Wing Reports
- Ben Feller pour Associated Press
- Peter Baker pour the New York Times
- Christina Bellantoni pour Talking Points Memo[1]
- Dave Boyer pour the Washington Times
- Tommy Christopher pour Mediaite
- Helene Cooper pour the New York Times
- Tangi Quemener pour the Agence France-Presse
- Stephen Collinson pour the Agence France-Presse
- David Corn pour Mother Jones
- Linda Feldman Christian Science Monitor
- John Gizzi pour Human Events
- David Jackson pour USA Today
- Lester Kinsolving pour WorldNetDaily
- Olivier Knox pour Yahoo! News
- Keith Koffler pour White House Dossier
- Carol Lee pour The Wall Street Journal
- Christoph von Marschall pour Der Tagesspiegel
- Laura Meckler pour the Wall Street Journal
- Myles Miller pour The Daily
- Susan Page pour USA Today
- Christi Parsons pour the Chicago Tribune
- Sean Quinn pour FiveThirtyEight.com
- Sam Stein pour The Huffington Post
- Steven Thomma pour The McClatchy Company
- Jon Ward pour The Daily Caller[1]
- Richard Wolffe pour Newsweek

### Radio
- Ann Compton pour ABC News Radio
- Ari Shapiro pour NPR
- Don Gonyea pour NPR
- Scott Horsley pour NPR
- Mark Knoller pour CBS News
- Connie Lawn pour USA Radio Network (senior correspondent)
- Peter Maer pour CBS News
- Mike Majchrowitz pour Fox News Radio
- Mark Smith pour Associated Press radio
- Ellen Ratner pour Talk Radio News Service
- April Ryan pour American Urban Radio Networks

## Anciens correspondants
- Helen Thomas pour Hearst Newspapers et United Press International
- Jim Angle pour National Public Radio
- Bret Baier
- Caren Bohan pour Reuters
- Chip Reid pour CBS News
- Jennifer Loven pour Associated Press
- Bill Plante pour CBS News
- Richard Benedetto pour USA Today
- Wolf Blitzer pour The Jerusalem Post
- Edwin Chen pour Bloomberg Television
- Rita Braver
- Tom Brokaw
- David Broder pour The Washington Post
- Campbell Brown pour NBC News
- Carl Cameron
- Lou Cannon pour The Washington Post et National Journal
- Steve Daley pour The Chicago Tribune
- Ann Devroy pour The Gannett Company et USA Today, et the Washington Post
- John Dickerson pour Time
- Sam Donaldson
- Jake Tapper Chief White House Correspondent pour ABC News
- John Donvan
- James Deakin pour The The St. Louis Post-Dispatch
- Mike Emanuel
- Trude Feldman
- Thomas Friedman pour The New York Times
- David Gregory
- Savannah Guthrie
- David E. Harshbarger (1972) (plus jeune correspondant du WHPC à 17 ans)[2]
- Brit Hume pour ABC News
- Gwen Ifill pour The New York Times
- John King
- Greg Kelly pour Fox News
- Mara Liasson
- Carl Leubsdorf pour The Baltimore Sun et The Dallas Morning News
- Jane Mayer pour The Wall Street Journal
- Sarah McClendon
- Andrea Mitchell
- Terry Moran
- Sophia A. Nelson pour Jet Magazine
- Martha Raddatz
- John D. Roberts pour CBS News
- Scott Pelley
- Dan Rather
- Bill Sammon pour The Washington Times et Washington Examiner
- Hugh Sidey pour Time magazine
- Paul Sperry pour Investor's Business Daily
- Bob Thompson pour Hearst Newspapers
- Alvin Toffler  pour York Gazette Daily
- Jim VandeHei pour The Washington Post
- Chris Wallace pour NBC News
- Brian Williams pour NBC
- Juan Williams pour The Washington Post
- Judy Woodruff pour NBC News
- Byron York pour National Review